# First National Bank of North Arkansas
First National Bank of North Arkansas (de 1913 a 2011, o First National Bank of Berryville) foi fundado em 1889 e é um dos bancos mais antigos em funcionamento no Arkansas.